# جبل الكوز
جبل الكُوز (بالإسبانية: Jabalcuz)‏ جبل يقع جنوب مدينة جيان بمنطقة الأندلس ذاتية الحكم بجنوب إسبانيا.